# 222 (số)
222 (hai trăm hai mươi hai) là một số tự nhiên ngay sau 221 và ngay trước 223.